# Siklawica
Die Siklawica ist ein Wasserfall in der polnischen Westtatra bei Zakopane. Das Wasser des Strążyski Potok fällt aus dem Tal Dolina Strążyska 23 m in die Tiefe.

## Name

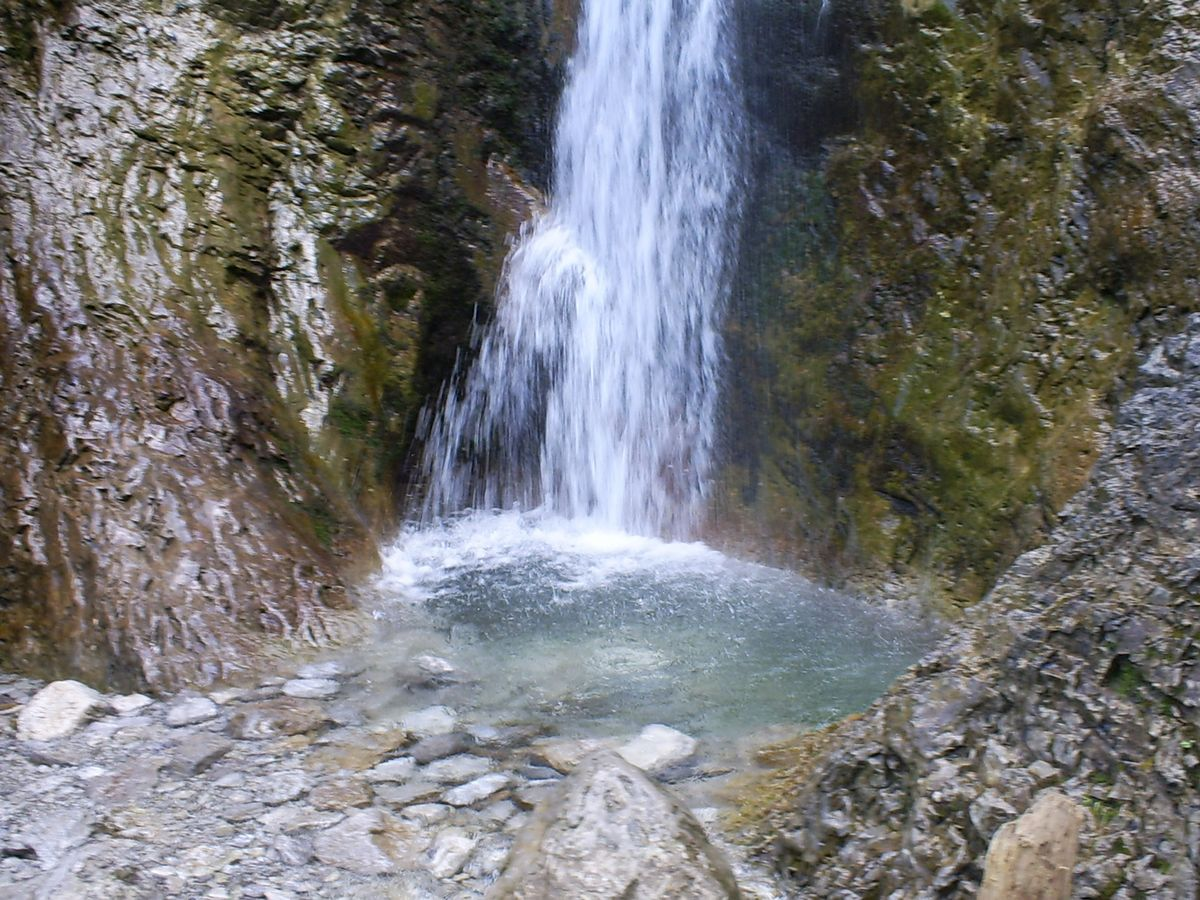
Becken des Wasserfalls

Der Name Siklawica lässt sich als „sprudelnder Wasserfall“ übersetzen.

## Flora und Fauna
Der Wasserfall liegt unterhalb der Baumgrenze.

## Tourismus
Der Wasserfall ist über einen gelb markierten Wanderweg von der Alm Polana Strążyska zu erreichen. In der Nähe des Wasserfalls befindet sich der Hausberg Zakopanes, Giewont.